# Brigade Bislamach
La brigade Bislamach (Hébreu : ביסלמ"ח), officiellement appelée la 828e brigade (jusqu'à fin 2005 772e brigade Bislamach), est une grande unité des Forces terrestres israéliennes créée en 1974. 
Le nom Bislamach est un acronyme désignant l'« École pour commandants d'infanterie et d'escouade » (Hébreu: בית ספר למקצועות חיל הרגלים ומפקדי חוליות. romanisé :Beit HaSefer LiMfakdei Kitot UMiktzo'ot Heil HaRaglim ).
Il s'agit de l'école militaire d'infanterie de l'armée de terre de cette nation. 
Le centre d'entraînement et la zone d'entraînement militaire sont situés dans le Néguev.

## Historique
Le 17 octobre 2024, la brigade Bislamach est impliquée dans la traque et les combats qui tuent le chef du Hamas, Yahya Sinwar, dans la ville de Rafah.

## Organisation
- Brigade d'infanterie Bislamach
  - 17e bataillon d'infanterie « Golan Lions » (entrainement)
  - 450e bataillon d'infanterie « Flying Lions » (entrainement)
  - 906e bataillon d'infanterie « Negev Foxes » (entrainement)
  - 6828e bataillon de reconnaissance (réserve)
  - Bataillon logistique (réserve)
  - Compagnie de transmissions (réserve)